# Karlo Lulić
Karlo Lulić (Nova Gradiška, 10 mei 1996) is een Kroatisch voetballer die bij voorkeur als centrale middenvelder speelt. Hij verruilde in 2020 Waasland-Beveren voor Slaven Belupo.

## Clubcarrière
Lulić werd geboren in Nova Gradiška. In 2010 verruilde hij NK Mladost Cernik voor NK Osijek. Hij debuteerde voor NK Osijek tijdens het seizoen 2012/13 in de Kroatische competitie. Tijdens het seizoen 2013/14 dwong hij een basisplaats af. Hij scoorde dit seizoen vier doelpunten in achttien wedstrijden. In de zomer van 2014 was Lulić dicht bij een transfer naar AS Roma, maar de transfer ging op het laatste moment niet door. Op 23 september 2014 tekende Lulić een contract bij UC Sampdoria. In juli 2016 keerde de Kroaat terug bij NK Osijek, dit keer op huurbasis.

## Statistieken
| Seizoen | Club             | Competitie              | Wedstrijden | Doelpunten |
| ------- | ---------------- | ----------------------- | ----------- | ---------- |
| 2012/13 | NK Osijek        | Prva HNL                | 1           | 0          |
| 2013/14 | NK Osijek        | Prva HNL                | 18          | 4          |
| 2014/15 | UC Sampdoria     | Serie A                 | 0           | 0          |
| 2015/16 | → FC Bohemians   | 1. česká fotbalová liga | 8           | 1          |
| 2016/17 | → NK Osijek      | Prva HNL                | 11          | 1          |
| 2017/18 | NK Rudeš         | Prva HNL                | 28          | 4          |
| 2018/19 | Waasland-Beveren | Jupiler Pro League      | 0           | 0          |
| 2019/20 | → Slaven Belupo  | Prva HNL                | 24          | 2          |
| 2020/21 | Slaven Belupo    | Prva HNL                | 0           | 0          |
| Totaal  | Totaal           | Totaal                  | 90          | 12         |

## Interlandcarrière
Lulić kwam vijf wedstrijden in actie in Kroatië –18, waarin hij één doelpunt scoorde.